# Доблар
Доблар (словен. Doblar) — поселення на правому березі річки Соча в общині Канал, Регіон Горишка, Словенія. Висота над рівнем моря: 201,7 м.